# Lona-Lases
Lona-Lases (deutsch veraltet: Lohne-Leizach) ist die nordostitalienische Gemeinde (comune) im Trentino in der Region Trentino-Südtirol. Die Gemeinde hat 865 Einwohner (Stand am 31. Dezember 2023) und liegt etwa 11 Kilometer nordöstlich von Trient am Lago di Lases und gehört zur Talgemeinschaft Comunità della Valle di Cembra. Der Verwaltungssitz befindet sich im Ortsteil Lases.